# Pl@ntNet
Pl@ntNet és un projecte informàtic d'identificació de plantes a partir de fotografies per aprenentatge automàtic. (https://identify.plantnet.org/ca)
Aquest projecte llançat l'any 2009 és l'obra de científics (informàtics i botànics) d'un consorci que reagrupa instituts d'investigació francesos (Institut de recherche pour le développement (IRD), Centre de coopération internationale en recherche agronomique pour le développement (CIRAD), Institut national de la recherche agronomique (INRA), esdevingut avui l 'Institut national de recherche pour l'agriculture, l'alimentation et l'environnement], (o INRAE), Institut national de recherche en informatique et en automatique (INRIA) i la xarxa Tela Botanica, amb el concurs de la fundació Agropolis Fundation (en)).
Ha donat lloc l'any 2013 a una aplicació per a telèfons intel·ligents i navegadors web, que permet identificar milers d'espècies de plantes a partir de fotos preses per l'usuari. Ha estat traduïda a diverses llengües (alemany, anglès, àrab, català, eslovac, espanyol, finès, francès, grec, hebreu, indonesi, italià, neerlandès, polonès, portuguès, rus, turc, txec, ucraïnès i xinès) L'any 2019 l'aplicació comptabilitzava més de deu milions de descàrregues a més de 180 països
Pl@ntNet és molt útil per a la funció per a la qual s'ha dissenyat, però la utilització d'aquesta aplicació requereix una certa cura per part dels usuaris. En primer lloc cal que les fotos que es prenen i que s'envien siguin d'una nitidesa màxima. Fer una foto i enviar-la implica rebre una resposta del grau d'aproximació que Pl@ntNet és capaç de proporcionar en funció de les imatges disponibles que té i que li són de referència per poder retornar una resposta. Amb la resposta de Pl@ntNet l'usuari pot confirmar l'espècie fotografiada. Si la identificació és clara es pot optar per contribuir-hi amb la imatge que s'ha usat per fer la consulta. En aquesta punt cal tenir en compte que en algunes ocasions els usuaris -potser poc experts en el coneixement de les plantes- poden causar respostes errònies si determinades contribucions d'imatges de plantes o flors a la base de dades no són de bona qualitat, ja que passaran a ser també utilitzades per proporcionar respostes als futurs usuaris. En certa manera entorpeixen l'aprenentatge automàtic que s'està perfeccionant constantment gràcies al material fotogràfic enviat. L'activitat pot completar-se classificant la planta observada segons el seu nom científic i aportant-hi noms en la llengua en què usem l'aplicació, com ara el català.

## Projectes
Pl@ntNet comptava, l'any 2019, 22 projectes :
- - Àfrica del Nord (3.030 espècies),
  - Àfrica tropical (1.405 espècies),
  - Amazònia (1.249 espècies),
  - Andes tropicals (559 espècies).
  - Antilles (1.317 espècies),
  - Canadà (2.799 espècies),
  - Estats Units (7.856 espècies),
  - Europa de l'Oest (6.685 espècies),
  - Arxipèlag de les Comores (619 espècies).
  - Hawaii (607 espècies),
  - Martinica (1.236 espècies),
  - Illa Maurici (1.155 espècies),
  - Mediterrani oriental (1.118 espècies),
  - Nova Caledònia (619 espècies),
  - Polinèsia Francesa (955 espècies),
  - La Reunió (1.542 espècies),
- 3 projectes temàtics de plantes ornamentals i cultivades :
  - plantes útils (2.854 espècies),
  - plantes útils de l'Àfrica tropical (491 espècies),
  - plantes útils d'Àsia (792 espècies),
- 3 microprojectes :
  - les écologistes de l'Euzière (246 espècies),
  - arbres d'Àfrica del Sud (290 espècies),
  - Provença (2.109 espècies).

## Distincions
- 2020 : Prix de l’innovation Inria - Académie des sciences - Dassault Systèmes.[6]